# Evangelische Theologie (Zeitschrift)
Die Zeitschrift Evangelische Theologie (abgekürzt EvTh) ist eine deutschsprachige theologische Fachzeitschrift. Sie erschien als Versuch einer Weiterführung der Zeitschrift Zwischen den Zeiten zwischen 1934 und 1938 und wurde von Ernst Wolf herausgegeben. 1938 verboten, gründete Wolf sie 1946 erneut und blieb bis 1971 der Herausgeber. Sein Nachfolger als geschäftsführender Herausgeber war Jürgen Moltmann (1972–1975 und nochmals 1988–1992). Dazwischen amtierten Manfred Josuttis (1975–1982) und Gerhard Sauter.
Die Zeitschrift erscheint zweimonatlich im Gütersloher Verlagshaus in einer Auflage von 1200 Exemplaren.
Anspruch der EvTh ist es, in interdisziplinären Themenheften Impulse zu setzen, um die komplexe Einheit der Theologie wahrzunehmen. Daneben werden Themenschwerpunkte aus den theologischen Disziplinen behandelt. Die Hefte der EvTh wollen auch Nichtspezialisten an Brennpunkte des theologischen Gesprächs und die neueste Forschung in einzelnen theologischen Disziplinen heranführen und gehen zugleich über die Fachgrenzen hinaus.

## Herausgeberkreis
- Bernd Oberdorfer (Geschäftsführender und verantwortlicher Hrsg.) (Stand 2023)
- Christina-Maria Bammel
- Heinrich Bedford-Strohm
- Michael Domsgen
- Andreas Feldtkeller
- Ute Gause
- Christine Gerber
- Jens Herzer
- Isolde Karle
- Konrad Schmid
- Christoph Strohm
- Christiane Tietz
- Michael Welker
- Henning Wrogemann